# Sterling Machine Works
Sterling Machine Works war ein US-amerikanischer Hersteller von Automobilen.

## Unternehmensgeschichte
Das Unternehmen wurde 1907 in Sterling in Illinois gegründet. Der Sterling Standard berichtete am 10. September 1907 darüber. Anfang 1909 begann die Produktion von Automobilen. Der Markenname lautete Sterling. Im gleichen Jahr endete die Produktion.
Die am 16. September 1909 gegründete Frantz Specialty Manufacturing Company mietete ein Gebäude von Sterling. Es ist nicht bekannt, ob das Unternehmen nach 1909 noch existierte.

## Fahrzeuge
Die Fahrzeuge hatten einen Einzylindermotor mit Luftkühlung. 20 PS Motorleistung waren angegeben, was eine Quelle als zweifelhaft bezeichnet. Der Aufbau war ein Motor Buggy. Soweit bekannt, entstanden mindestens zwei Fahrzeuge.

## Übersicht über Pkw-Marken aus den USA, dieSterlingbeinhalten
| Marke             | Hersteller                                   | Vermarktungsbeginn | Vermarktungsende | Ort, Bundesstaat           |
| ----------------- | -------------------------------------------- | ------------------ | ---------------- | -------------------------- |
| Ams-Sterling      | Amston Motor Car Company                     | 1917               | 1918             | Bridgeport, Connecticut    |
| Sterling          | Sterling Automobile & Engine Company         | 1901               | 1902             | Sterling, Illinois         |
| Sterling          | Springfield Cornice Works                    | 1901               | 1901             | Springfield, Massachusetts |
| Sterling          | Sterling Machine Works                       | 1909               | 1909             | Sterling, Illinois         |
| Sterling          | Elkhart Motor Car Company                    | 1909               | 1911             | Elkhart, Indiana           |
| Sterling          | Sterling Motor Car Company                   | 1915               | 1916             | Brockton, Massachusetts    |
| Sterling          | Consolidated Motor Car Company (Connecticut) | 1920               | 1920             | Middlefield, Connecticut   |
| Sterling-Knight   | Sterling-Knight Company                      | 1920               | 1926             | Warren, Ohio               |
| Sterling-New York | Sterling Automobile Manufacturing Company    | 1915               | 1916             | New York City, New York    |